# Düben
Düben este o comună din landul Saxonia-Anhalt, Germania.
Düben este un sat și o fostă municipalitate din districtul Wittenberg, Saxonia-Anhalt, Germania. De la 1 martie 2009, face parte din orașul Coswig. Numele Casei von Düben este derivat din orașul Düben.
1. ↑  GeoNames